# Richard Beauchamp, 13. Earl of Warwick

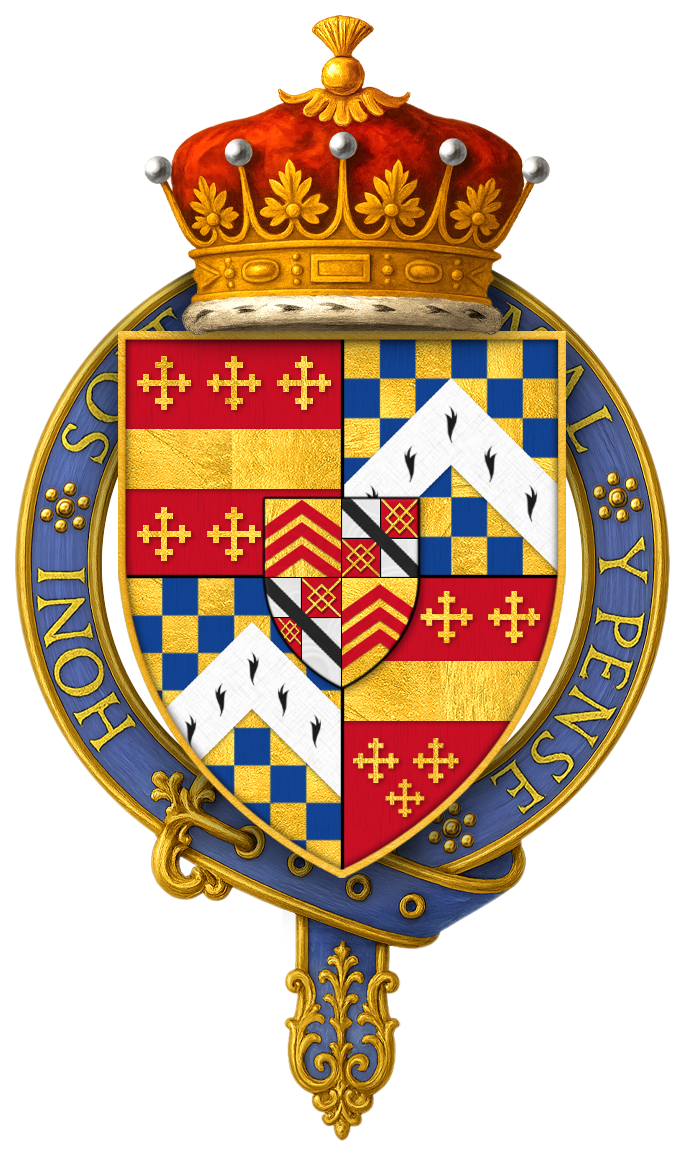
Wappen von Richard Beauchamp, 13. Earl of Warwick, KG, nach seinem Kirchenstuhl in St George’s Chapel

Richard Beauchamp, 13. Earl of Warwick (* 25. oder 28. Januar 1382 in Salwarpe Court, Worcestershire;; † 30. April 1439 in Rouen) war ein englischer Adliger und Militär.

## Leben

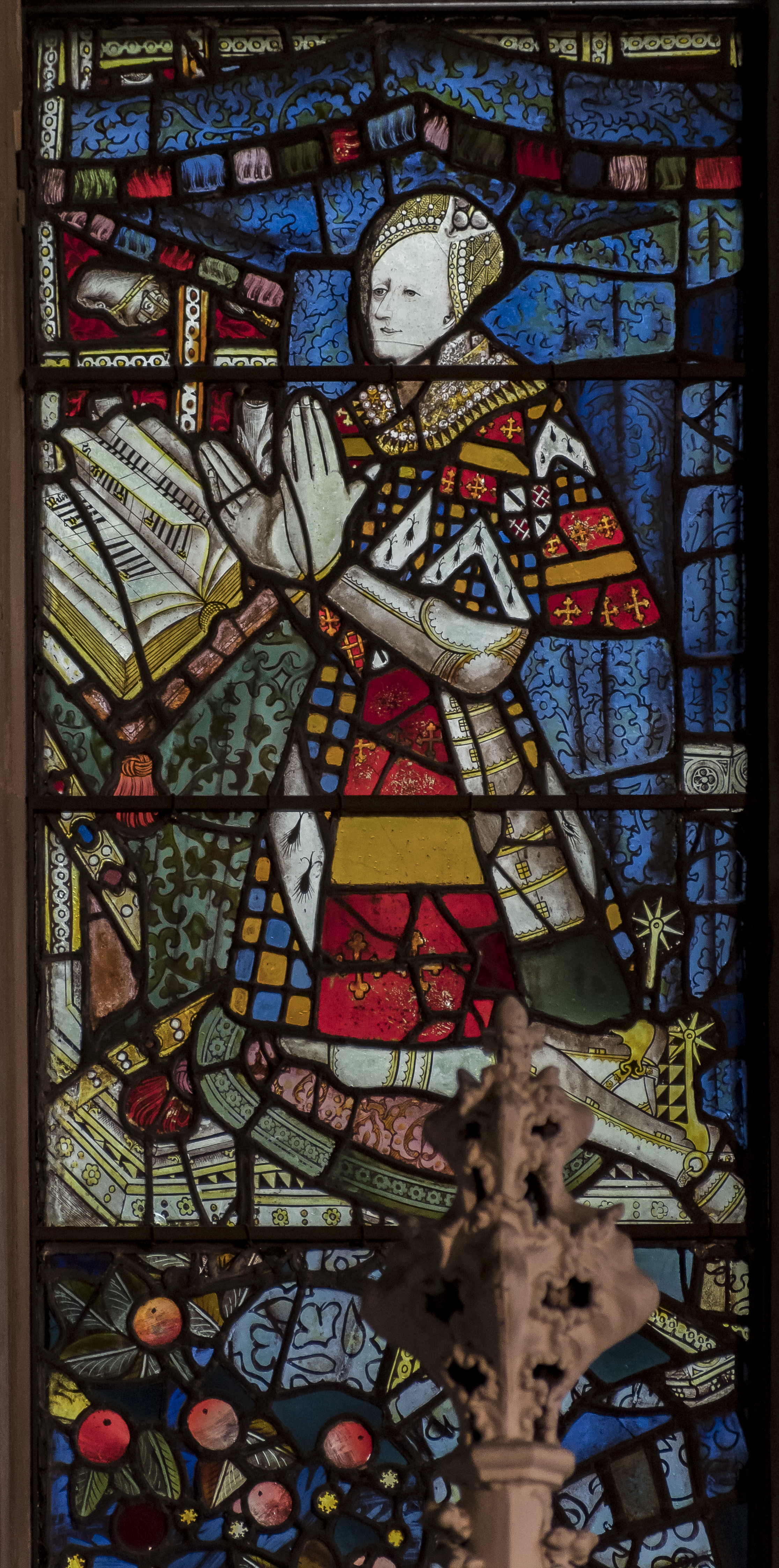
Glasmalerei von Richard Beauchamp, 13. Earl of Warwick (ohne originale Hände und Kopf, letzterer wurde durch den Kopf einer Frau ersetzt), St Mary’s Church, Warwick

Richard Beauchamp war der Sohn von Thomas Beauchamp, 12. Earl of Warwick, und Margaret Ferrers, einer Tochter von William Ferrers, 3. Baron Ferrers of Groby. König Richard II. war einer seiner Taufpaten. Er wurde anlässlich der Krönung Heinrichs IV. am 13. Oktober 1399 zum Knight Bachelor geschlagen und folgte am 8. April 1401 seinem Vater als Earl of Warwick.
Kurz nach seiner Volljährigkeit und der Übernahme der Verantwortung in seinem Earldom nahm er am Feldzug gegen die Rebellion von Owain Glyndŵr in Wales teil. Am 22. Juli 1403, dem Tag nach der Schlacht von Shrewsbury, wurde er als Knight Companion in den Hosenbandorden aufgenommen. Im Sommer 1404 fiel er an der Spitze einer englischen Truppe in das heutige Monmouthshire ein. In der Schlacht von Mynydd Cwmdu in der Nähe von Tretower Castle schlug er die Waliser in die Flucht, wobei ihm fast die Gefangennahme von Owain Glyndŵr gelang. Die Waliser flohen das Tal des River Usk hinunter, konnten sich aber neu formieren und dann die verfolgenden englischen Streitkräften in einem Hinterhalt erwarten. Nach einem Gefecht am Craig-y-Dorth, einem konischen Hügel in der Nähe von Cwmcarvan, verfolgten nun sie die Engländer bis zu den Stadtmauern von Monmouth.
Warwick erlangte eine Reputation als Ritter, als er 1408 ins Heilige Land pilgerte und dort viele Male aufgefordert wurde, in damals beliebten Schauzweikämpfen anzutreten. Zurück reiste er über Russland und Osteuropa. 1410 versuchte er nach der Schlacht bei Tannenberg, dem Deutschen Orden beizutreten. Er kehrte dann aber doch nach England zurück, das er später im gleichen Jahr erreichte.
Noch im Jahr 1410 wurde er zum Mitglied der Curia Regis (Royal Council) ernannt. Zwei Jahre später war er Befehlshaber im Kampf um Calais. Bis dahin war Warwicks Laufbahn die eines fahrenden Ritters. Doch bei der Krönung Heinrichs V. am 9. April 1413 amtierte er als Lord High Steward und wurde anschließend einer der Vertrauten des Königs. 1414 nahm er an der Unterdrückung des Lollarden-Aufstands teil und ging danach als Kapitän von Calais aufs Festland. Am 8. November 1414 vertrat er England bei der Krönung Sigismunds von Böhmen zum Römisch-deutschen König in Aachen und dann beim Konzil von Konstanz, das am 5. November 1414 begonnen hatte.

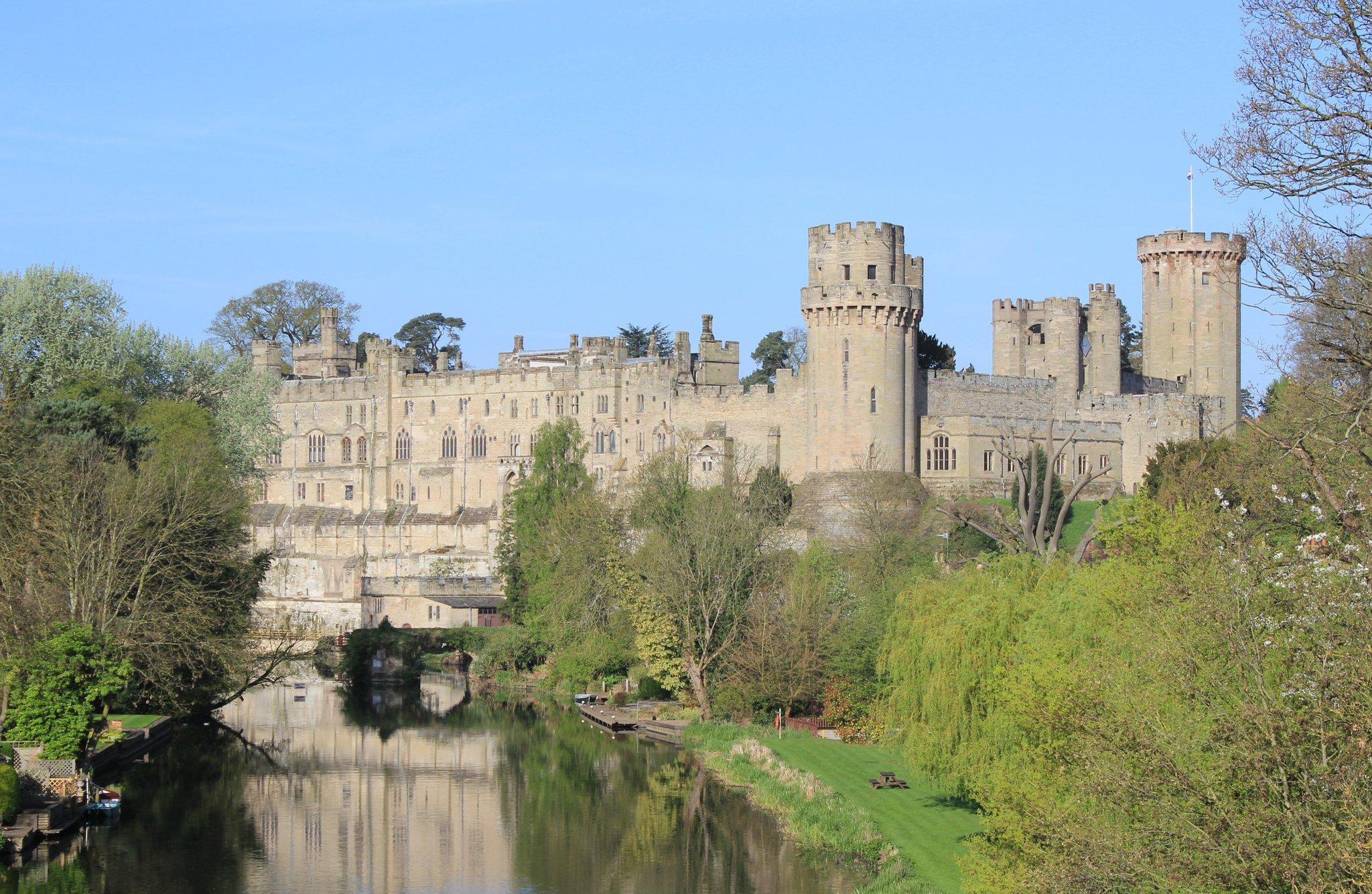
Warwick Castle, die Hauptresidenz Richard Beauchamps

Einen großen Teil der nächsten zehn Jahre verbrachte Warwick in den Kämpfen des Hundertjährigen Kriegs in Frankreich. Er hatte bedeutenden Anteil an den Feldzügen von 1417 und 1418 und schloss sich vor der Belagerung von Rouen (Juli 1418 bis Januar 1419) Heinrich V. an. Im Oktober 1418 wurde er mit den Verhandlungen mit den französischen Dauphin Karl und Herzog Johann Ohnefurcht von Burgund betraut. Bei den Verhandlungen in Meulan (29. Mai bis 30. Juni 1419) war er der Sprecher der englischen Delegation. Anschließend war er der Bevollmächtigte Heinrichs V. bei den Verhandlungen zum Vertrag von Troyes, der am 20. Mai 1420 unterzeichnet wurde. Bis 1422 kämpfte er dann vor allem bei der Belagerung von französischen Festungen.
1419 wurde er im Rahmen der Politik Heinrichs V., seine Adligen mit normannischen Titeln und Ländereien auszustatten, zum (englischen) Count of Aumale ernannt (auf Lebenszeit, aber nicht erblich). Darüber hinaus wurde er Oberstallmeister (Master of the Horse).
In seinem Testament übertrug Heinrich V. Warwick die Verantwortung für die Erziehung des Thronfolgers und späteren Königs Heinrich VI. (* 6. Dezember 1421). Diese Aufgabe verpflichtete ihn zu zahlreichen Reisen zwischen England und der Normandie.
1431 war er englischer Superintendent beim Prozess gegen Jeanne d’Arc.
Als 1437 Heinrich VI. volljährig wurde, hielt der königliche Rat Warwicks Pflicht für erfüllt. Trotz seines Alters (er war zu dieser Zeit 55 Jahre alt) nahm er seine Ernennung zum Lieutenant of France and Normandy an. Er erreichte die Normandie am 8. November und blieb für die verbleibenden zwei Jahre seines Lebens in Frankreich.

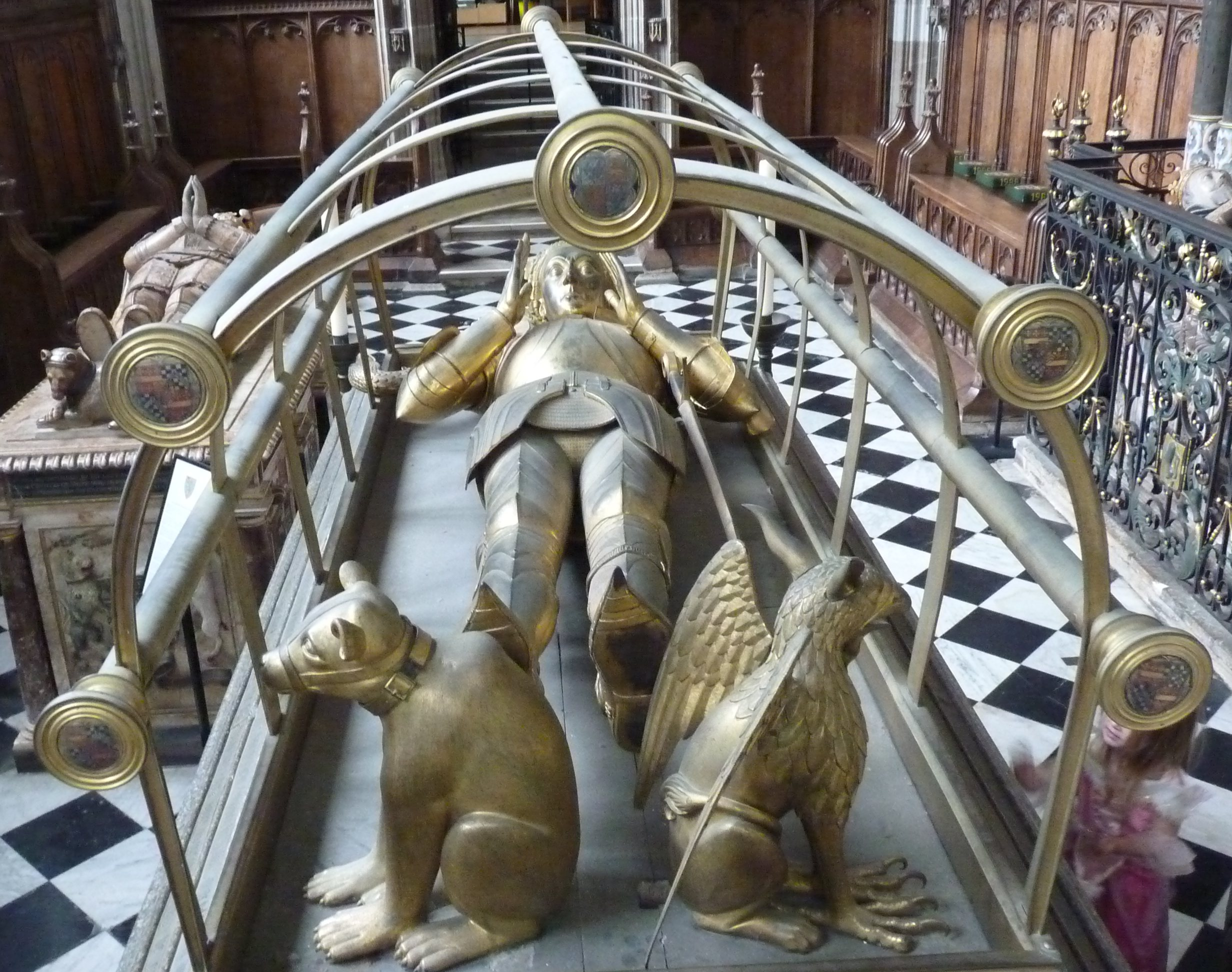
Bildnis von Richard Beauchamp in der Beauchamp-Kapelle der St. Mary’s Church in Warwick. Dieses wohl schönste Stück englischer Bronzeskulptur aus dem 15. Jahrhundert wurde modelliert und gegossen von William Austen aus London und vergoldet und graviert von Bartholomew Lambespring, einem niederländischen Goldschmied

Vor dem Verlassen Englands hatte er in Caversham Castle sein Testament gemacht. Er starb am 30. April 1439 in Rouen. 1475 fand er in der Collegiate Church of St Mary in Warwick seine letzte Ruhestätte, nachdem der Bau gemäß den Testamentsbestimmungen fertiggestellt worden war.

## Ehe und Familie
Richard Beauchamp heiratete vor dem 5. Oktober 1397 Elizabeth Berkeley (* um 1386; † 28. Dezember 1422), Tochter von Thomas Berkeley, 5. Baron Berkeley und Margaret de Lisle, 3. Baroness Lisle; aus dieser Ehe hatte er drei Töchter:
- Lady Margaret Beauchamp (1404–1467), ⚭ 1425 John Talbot, 1. Earl of Shrewsbury (um 1387–1453), deren Nachkomme John Dudley 1547 zum Earl of Warwick und 1551 zum Duke of Northumberland ernannt wurde;
- Lady Eleanor Beauchamp (1408–1467); ⚭ (1) 1423 Thomas de Ros, 8. Baron de Ros (1406–1430); ⚭ (2) 1431/33 Edmund Beaufort, 2. Duke of Somerset (um 1406–1455);
- Lady Elizabeth Beauchamp (1417–1480), ⚭ (1) George Nevill, 1. Baron Latymer (um 1407–1469), ⚭ (2) Thomas VI. Wake of Blisworth (1435–1476).

In zweiter Ehe heiratete er Isabel le Despenser, 5. Baroness Burghersh (1400–1439), Tochter von Thomas le Despenser, 1. Earl of Gloucester und Constance Langley; seine Kinder aus dieser Ehe sind:
- Henry de Beauchamp, 1. Duke of Warwick, 14. Earl of Warwick (1425–1446);
- Anne Neville, 16. Countess of Warwick (1426–1492), ⚭ Richard Neville, 16. Earl of Warwick (1428–1471), genannt „der Königsmacher“.

## Rezeption
Richard Beauchamp ist der Earl of Warwick, der in William Shakespeares Dramen Heinrich V. und Heinrich VI., 1. Teil, auftritt; beim Earl of Warwick des 2. und 3. Teils handelt es sich hingegen um dessen Schwiegersohn, den Königsmacher Richard Neville.
Er ist auch der Earl of Warwick, der in George Bernard Shaws Drama Die heilige Johanna und in Jean Anouilhs Drama Jeanne oder Die Lerche auftritt.